# Seducción (álbum de Myriam Hernández)
Seducción es el nombre del octavo álbum de estudio de la cantante chilena Myriam Hernández. Se lanzó al mercado por Universal Music el 26 de abril de 2011. El disco fue nominado en los Latin Grammy 2011 para la categoría Mejor álbum vocal pop femenino y alcanzó el disco de platino en Chile.

## Antecedentes y producción
Seducción cuenta con 10 temas de estilo romántico pop, los cuales fueron producidos por Manny López y Jorge Luis Piloto, los mismos productores del disco Enamorándome que Myriam lanzó al mercado el 28 de agosto de 2007. Este disco fue grabado en su totalidad en Miami bajo el sello Universal Music.

## Promoción
El primer sencillo del disco es «Sigue sin mí» interpretado a dúo con el mexicano Marco Antonio Solís. En marzo de 2012, lanza su tercer sencillo, a dúo con Christian Castro, «Todo en tu vida», comentando "he grabado y compartido escenario con grandes amigos de la música y con Cristian Castro surgió la posibilidad de compartir este dueto del que me siento muy orgullosa, él es un gran cantante y nuestras voces coincidieron desde el primer acorde".

## Rendimiento comercial
Superó a las 48 horas de su lanzamiento la categoría por Disco de oro en Chile y en su primera semana de lanzamiento llegó a estar en el Latin Pop Albums de Billboard y se mantiene por 6 semanas consecutivas en Top 12. Además, el disco se ubica dentro del Top Five de ventas en Chile.
El disco fue nominado en los Latin Grammy 2011 para la categoría Mejor álbum vocal pop femenino, en donde Myriam también es una de las invitadas para anunciar a los candidatos del Mejor álbum de música ranchera, y Mejor dúo o grupo pop. En enero de 2012 Myriam gana el Disco de platino por superar en más de 10 mil copias la venta de su disco Seducción en Chile.

## Lista de canciones
| Seducción |                                          |                                      |          |  |
| N.º       | Título                                   | Escritor(es)                         | Duración |  |
| 1.        | «Después de tu amor»                     | Jorge Luis Piloto · Manny López      | 3:49     |  |
| 2.        | «Sigue sin mí» (con Marco Antonio Solís) | Marco Antonio Solís                  | 3:32     |  |
| 3.        | «Si pudiera amarte»                      | Myriam Hernández · Jorge Luis Piloto | 4:42     |  |
| 4.        | «Todo en tu vida» (con Christian Castro) | Jorge Luis Piloto · Manny López      | 3:25     |  |
| 5.        | «Tu tiempo pasó»                         | Jorge Luis Piloto · Manny López      | 4:07     |  |
| 6.        | «No se ve»                               | Jorge Luis Piloto · Yoel Henríquez   | 4:16     |  |
| 7.        | «Ni una vez más»                         | César Franco · Daniel Betancourt     | 4:09     |  |
| 8.        | «La decisión»                            | Jorge Luis Piloto · Manny López      | 3:49     |  |
| 9.        | «Yo me equivoqué»                        | Jorge Luis Piloto · Manny López      | 4:00     |  |
| 10.       | «Te amo tanto»                           | Jorge Luis Piloto · Yoel Henríquez   | 4:14     |  |
| 40:03     |                                          |                                      |          |  |

## Gira musical

### Tour Seducción 2011
El 29 de mayo de 2011 Myriam Hernández comienza el Tour Seducción 2011 promocionando su disco en su propio país Chile, y a nivel internacional desde el 26 de julio, esoltada con un personal de 24 personas, entre los que se encuentran cinco músicos en escena, dos coristas, sonidistas, iluminador, equipo técnico, visualista, mánager y su estilista. Con el Tour Seducción, Myriam visita principalmente países latinoamericanos, entre ellos Perú, Ecuador, Bolivia, Costa Rica, Nicaragua, Honduras, Argentina y Estados Unidos. 
En Panamá, el pianista Raúl di Blasio acopañará a Myriam para dar el inicio de los conciertos a nivel internacional. Mientras que en República Dominicana se acompañará por Julia Bermejo como artista invitada.
En Argentina la visita de Myriam fue todo un éxito, ya que era la primera vez que visitaba este país. Inicialmente estaban programadas tres presentaciones, pero la productora a cargo del espectáculo en Santiago del Estero, tuvo que suspender la presentación programada para el 26 de noviembre de 2011 en el Club Juventud, informando que la fecha sería reprogramada para el 2012. Pero la venta inmediata de todas las entradas dio la oportunidad para que Myriam hiciera otra presentación más en Tucumán, así que las aregentinas se dejaron seducir completamente con sus canciones.
Para el 2012 la artista tiene programadas presentaciones en Bolivia, Chile, Ecuador, Estados Unidos y Centroamérica. 
Las fechas oficiales son las siguientes:
| Año  | Fecha               | Ciudad         | País                 | Lugar                                    |
| ---- | ------------------- | -------------- | -------------------- | ---------------------------------------- |
| 2011 | Mayo 29             | Punta Arenas   | Chile                | Casino Dreams                            |
| 2011 | Mayo 30             | Puerto Natales | Chile                | Gimnasio Puerto Natales                  |
| 2011 | Julio 26            | Panamá         | Panamá               | Teatro Anayansi de Atlapa                |
| 2011 | Julio 28            | Bogotá         | Colombia             | Majestic Town                            |
| 2011 | Julio 29            | Medellín       | Colombia             | Centro de eventos Palmahia               |
| 2011 | Julio 30            | Medellín       | Colombia             | Coliseo Manchester                       |
| 2011 | Agosto 26 y 27      | Santo Domingo  | República Dominicana | Sala Carlos Piantini del Teatro Nacional |
| 2011 | Septiembre 17       | Valparaíso     | Chile                | Casino de Viña del Mar                   |
| 2011 | Octubre 27, 28 y 29 | Santiago       | Chile                | Teatro Municipal de Las Condes           |
| 2011 | Noviembre 04        | Ibarra         | Ecuador              | Coliseo Luis Leoro Franco                |
| 2011 | Noviembre 12        | Lima           | Perú                 | Jockey Club del Perú                     |
| 2011 | Noviembre 25 y 28   | Tucumán        | Argentina            | Estadio Floresta                         |
| 2011 | Noviembre 27        | Salta          | Argentina            | Teatro Provincial                        |
| 2011 | Diciembre 02        | Medellín       | Colombia             | Polideportivo                            |
| 2011 | Diciembre 03        | Medellín       | Colombia             | Instituto de la Buena Esperanza          |

### Tour Seducción 2012
Dado el gran éxito del tour durante el 2011 por América Latina, la agenda de conciertos de Myriam se extendió por 2012. La gira comenzó el 3 de febrero en Freirina, en el norte de Chile, y tiene contemplado 60 escenarios en nueve países de la región, incluyendo su presentación en el V Festival de Iquique el 5 de febrero.
Las fechas oficiales son las siguientes:
| Año  | Fecha              | Ciudad        | País                 | Lugar                         |
| ---- | ------------------ | ------------- | -------------------- | ----------------------------- |
| 2012 | 3 de febrero       | Freirina      | Chile                | XX Festival El Camarón        |
| 2012 | 5 de febrero       | Iquique       | Chile                | V Festival de Iquique         |
| 2012 | 8 de febrero       | Santiago      | Chile                | Casino Enjoy Santiago         |
| 2012 | 16 de febrero      | Coelemu       | Chile                | Carnaval de Verano            |
| 2012 | 17 de febrero      | Lolol         | Chile                | Semana Lololina               |
| 2012 | 18 de febrero      | Dichato       | Chile                | Festival Viva Dichato         |
| 2012 | 7 de marzo         | La Serena     | Chile                | Frontis de la Intendencia     |
| 2012 | 24 de marzo        | Curicó        | Chile                | Festival de la Vendimia       |
| 2012 | 30 y 31 de marzo   | Santiago      | Chile                | Lo Barnechea                  |
| 2012 | 26 y 27 de octubre | Santo Domingo | República Dominicana | Teatro Nacional Eduardo Brito |

## Premios y nominaciones
| Año  | Premio         | Categoría                      | Resultado | Notas  |
| ---- | -------------- | ------------------------------ | --------- | ------ |
| 2011 | Grammy Latino  | Mejor Álbum Pop Vocal Femenino | Nominada  | [ 37 ] |
| 2011 | Copihue de Oro | Mejor Cantante                 | Ganadora  | [ 38 ] |